# Nihilismus

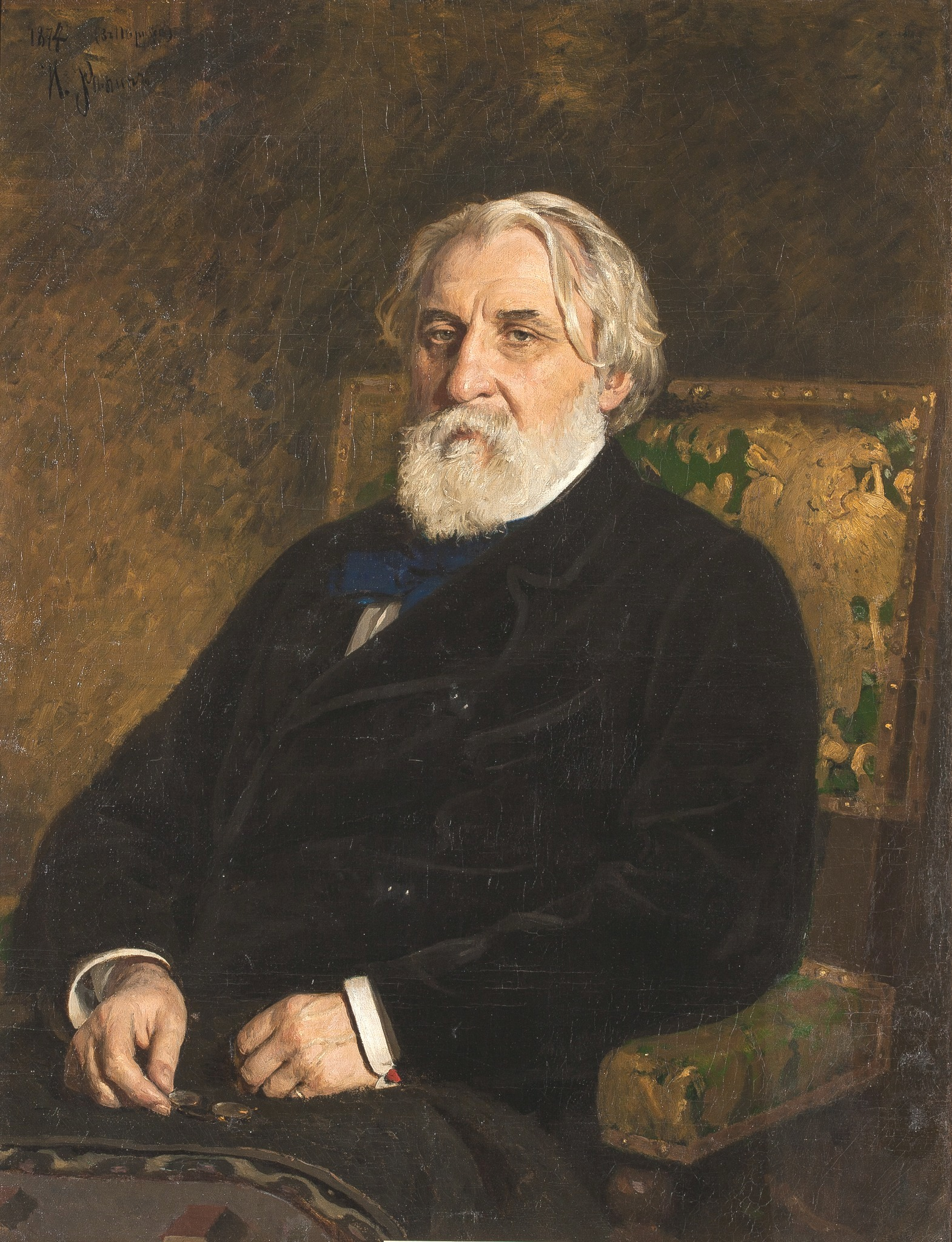
Durch den Schriftsteller Iwan S. Turgenew wurde der Begriff Nihilismus populär.

Nihilismus (lateinisch nihil ‚nichts‘) bezeichnet allgemein eine Weltsicht, die die Gültigkeit jeglicher Seins-, Erkenntnis-, Wert- und Gesellschaftsordnung verneint. Des Weiteren ist Nihilismus in der Philosophie ein Terminus, dem teilweise eine besondere Tragweite zugesprochen wird, so etwa von Friedrich Nietzsche und Martin Heidegger. Der Ausdruck wurde auch polemisch verwendet, so für Kritiker kirchlicher, religiöser oder politischer Ordnungen. Umgangssprachlich bezeichnet Nihilismus eine Verneinung aller positiven (seltener auch der negativen) Ansätze.

## Wortgebrauch
1733 erwähnte Friedrich Lebrecht Goetz das Wort Neinismus beziehungsweise Nihilismus als literarischen Terminus. Etliche Jahre später versuchte der theosophische Mystiker Jacob Hermann Obereit, Immanuel Kants Hypostasierung des Subjektes zum Erkenntnisgaranten durch eine spekulative Methode zu unterlaufen, der er 1787 den Namen Nihilismus gab. Bei Obereit bezeichnet Nihilismus die methodisch notwendige Annihilation einer lediglich im Denken verankerten Weltgewissheit, so dass die Offenheit eines inhaltsleeren Bewusstseins entsteht. Als Verabsolutierung der Negation im philosophischen Sinne wurde Nihilismus 1799 erstmals von Friedrich Heinrich Jacobi in einem Brief an Johann Gottlieb Fichte verwendet, in dem er Einwände gegen dessen philosophisches System erhob.
In seiner 1826 erschienenen Schrift Über die Freiheit der Intelligenz gebraucht Franz von Baader Nihilismus als Synonym für Kritizismus, womit er einen „für die Religion destruktiven Mißbrauch der Intelligenz“ bezeichnen will. 1851 wirft Juan Donoso Cortés dann in seinem Essay Versuch über den Katholizismus, Liberalismus und Sozialismus den französischen Sozialisten Nihilismus vor.
Später wurde Nihilismus meist in polemischer Absicht gebraucht, so im Vormärz, als die Junghegelianer wegen ihres Atheismus oft pauschal als Nihilisten bezeichnet wurden. Differenzierter urteilte damals der Althegelianer Karl Rosenkranz. Er respektierte die Junghegelianer Ludwig Feuerbach und Bruno Bauer trotz ihres dezidierten Atheismus als hegelianische Denker, nicht aber Max Stirner, dessen Buch Der Einzige und sein Eigentum (1845) er als „Spitze der einseitig subjectiven Tendenz“ bezeichnete und als „Nihilismus alles ethischen Pathos“ verurteilte, von wo aus keine weitere Entwicklung mehr möglich sei. Es ist rekonstruiert worden, dass der Student Friedrich Nietzsche, der Feuerbach und die „geistesrege Zeit“ des Vormärz hochschätzte, im Herbst 1865 diese Orientierung verwarf und sich abrupt der Philosophie Schopenhauers zuwandte, weil er zuvor mit jenem Stirnerschen Nihilismus konfrontiert worden war.
Der russische Dichter Iwan Sergejewitsch Turgenew gab dem Wort Nihilismus 1862 mit seinem Roman Väter und Söhne, in dem Anhänger sozialrevolutionärer Ideen Nihilisten genannt wurden, einen abwertend gemeinten politischen Inhalt. In der Folge gewann der Begriff eine breite öffentliche Aufmerksamkeit und einige russische Anarchisten übernahmen ihn zur Selbstbezeichnung. Der sich zunächst als Schüler Arthur Schopenhauers („Nichts“ ist das letzte Wort von Arthur Schopenhauers Hauptwerk Die Welt als Wille und Vorstellung) bekennende Friedrich Nietzsche bezog sich auf die Verwendung des Ausdrucks bei Turgenew hinsichtlich der „russischen Nihilisten“ und meinte damit das Phänomen einer Entwertung der obersten, sinngebenden Werte der Menschen einer Kulturgemeinschaft. In Nietzsches Werk Jenseits von Gut und Böse ist von einem „Russischen Nihilin“ die Rede, einem Pessimismus, „der nicht bloß Nein sagt, Nein will, sondern […] Nein tut.“

## Philosophie
Im philosophischen Sinn bezeichnet Nihilismus Lehren, die entweder die Existenz einer Wirklichkeit (metaphysischer Nihilismus), die Geltung eines Sittengesetzes (ethischer Nihilismus) oder den Bestand irgendeiner Wahrheit (logischer Nihilismus) verneinen. In der modernen Philosophie wird der Begriff Nihilismus wegen seiner Mehrdeutigkeit und des diffamierenden Beigeschmacks wenig verwendet. Seine unterschiedlichen Bedeutungen im Verlauf der Geistesgeschichte lassen sich festmachen an dem, was verneint wird:
- ein Sinn des Lebens
- ein Sinn der Weltgeschichte
- Existenz übernatürlicher Wesen
- erkennbare Tatsachen
- moralische Verbindlichkeit, Werte etc.

Im ersten und zweiten Fall verneinen Nihilisten, dass irgendeine Religion, Weltanschauung, philosophische oder politische Lehre den richtigen Weg zu leben weisen kann, und lehnen daher jede Form von Engagement ab. Als problematisch kann hier die Aufrechterhaltung von Sinn als Motivation zur Handlung erlebt werden. Im vierten Fall handelt es sich um erkenntnistheoretischen Skeptizismus, im fünften um Protest, die Ablehnung gesellschaftlicher Werte und Normen bis hin zum Amoralismus.

### Nietzsche
Der Nihilismus ist für Nietzsche Ergebnis der Überzeugung, dass es keine absoluten Wahrheiten und Werte gibt. Hieraus ergibt sich ein „Glauben an die absolute Wertlosigkeit, das heißt Sinnlosigkeit.“ (KSA XII, 313)

„Denken wir den Gedanken in seiner furchtbarsten Form: das Dasein, so wie es ist, ohne Sinn und Ziel, aber unvermeidlich wiederkehrend, ohne ein Finale ins Nichts: »die ewige Wiederkehr«. Das ist die extreme Form des Nihilismus: das Nichts (das »Sinnlose«) ewig!“

Der Philosoph Wilhelm Weischedel unterscheidet beim Nihilismus Nietzsches drei wesentliche Bausteine:
- Das Zerbrechen des Glaubens an Wahrheit und Wissenschaft sowie die Ablehnung einer absoluten Wahrheit
- Ablehnung der Moral, die als leere Hülle bestehender Sitten als wertlos und sinnlos wahrgenommen wird und hinterfragt werden sollte
- Ablehnung von Religion, wobei der Gottesglaube als Lüge und Mittel zum Zweck beschrieben wird, um furchtsame, folgsame Menschen hervorzubringen

Nietzsche betrachtete den Nihilismus genealogisch als Ergebnis eines historischen Prozesses, der vom antiken Griechenland bis hin in das Christentum reicht. Der Verlust des Glaubens an einen Gott, wie er in der Antike bei Sokrates und Platon, im Judentum und dann im Christentum gelehrt wurde, führt zu einer Destruktion der überkommenen Weltauffassung und damit einer Entwertung aller bisherigen Werte. „Was bedeutet Nihilismus? Dass die obersten Werthe sich entwerthen.“ (KSA XII, 350) Mit der Philosophie Kants wurde das Ende der Religionen und des metaphysischen Glaubens eingeleitet. Auch für die Wissenschaften bedeutet dies, dass sie kein sicheres Fundament mehr haben. Es gibt keine absolute Wahrheit mehr. „Dass es keine Wahrheit giebt; dass es keine absolute Beschaffenheit der Dinge, kein »Ding an sich« giebt – dies ist selbst ein Nihilismus, und zwar der extremste.“ (KSA XII, 351) Entsprechend gibt es auch keinen Maßstab mehr für die Moral. Dennoch wäre der Nihilismus in seiner vollständigen Form die Verwirklichung des Strebens nach Wahrheit und Wahrhaftigkeit. Nietzsche wollte nicht nur destruktiv im Pessimismus verharren wie Schopenhauer, sondern suchte eine Perspektive zur Überwindung des Nihilismus.
Bezüglich Nietzsches Denkentwicklung ist in der Forschung angemerkt worden, dass er sich ab 1869 zwar mit „nihilistischen“ Themen beschäftigte („Pessimismus, mit dem Nirvana und mit dem Nichts und Nichtsein“), aber eine begriffliche Verwendung von Nihilismus erstmalig in handschriftlichen Notizen Mitte 1880 (KSA 9.127-128) stattfand. In diese Zeit fällt ein damals populärwissenschaftliches Werk, welches anhand russischer Zeitungsberichte über nihilistische Vorfälle den sogenannten „Russischen Nihilismus“ rekonstruiert (Nicolai Karlowitsch: Die Entwicklung des Nihilismus. Berlin 1880). Diese in drei Auflagen erschienene Materialsammlung war nicht nur einer breiten deutschen Leserschaft bekannt, auch ihre Ausstrahlung auf Nietzsche lässt sich belegen.
Die Geschichte des Nihilismus kann man, so der Philosophiehistoriker Wolfgang Röd, auch als einen Prozess vom Verlust der alten (vorsokratischen) Werte betrachten, durch den die wahre Welt zur Fabel wurde, zur Metaphysik und zu den jüdisch-christlichen Formen einer dogmatischen Religion. Die Geschichte der Überwindung der Dogmen in der Renaissance und der Aufklärung folgt einer „Logik der décadence“, einem Niedergang der Werte und einem Übergang zur Sklavenmoral. In der Folge entstehen Desorientierung und Unklarheit, deren höchste Ausprägung der Nihilismus in seiner reinen Form ist. Eine Sinn-Stiftung kann nach Nietzsche nur durch neue Werte gefunden werden, die nicht aus dem Verstand entwickelt, sondern durch eine willentliche Bejahung der Welt erreicht werden. „Wer das Große nicht mehr in Gott findet, findet es überhaupt nicht […] und muß es entweder leugnen oder selbst schaffen“. (KSA 10, 32) Statt Gott als Idee des Weltgrundes setzt Nietzsche den Gedanken der ewigen Wiederkehr, die Vorstellung, dass alles Geschehende schon unendlich oft geschah und unendlich oft wiederkehren wird. Der, dem es gelingt, durch Umwertung aller Werte neue Werte zu schaffen, ist der Mensch der Zukunft, der Übermensch, zugleich Antichrist und Überwinder Gottes sowie Antinihilist und Besieger des Nichts. Das Handeln des neuen Menschen folgt der Triebkraft des Willens zur Macht und überwindet den Nihilismus durch ein Ja-Sagen zum unvermeidlichen Schicksal, ausgedrückt durch den Begriff des amor fati („Liebe zum Schicksal“).
Siehe auch: Also sprach Zarathustra: Von den drei Verwandlungen

### Heidegger
Auch die Metaphysik kann als eigentlicher Nihilismus verstanden werden, soweit das Seiende in den Blickpunkt gerät und das Sein unberücksichtigt bleibt. Martin Heidegger sieht in Nietzsches Philosophie einen geschichtlichen Höhepunkt des Nihilismus, da Nietzsche seiner Philosophie ein metaphysisches Prinzip – den Willen zur Macht – zugrunde lege (Heideggers Auseinandersetzung mit Nietzsches Willen zur Macht erfolgt allerdings auf Basis eines Buches, das aus Nietzsches Nachlass teils sinnentstellend zusammengestellt wurde). Nach Heidegger hat Nietzsche das Wesen des Nihilismus, dass dieser auf metaphysischem Denken beruhe, verkannt. Wenn nun Nietzsche versuche, den Nihilismus zu überwinden, so tue er dies durch die bloße Umkehrung metaphysischer Sätze, womit er allerdings immer noch im metaphysischen Denken verhaftet bleibe.
Heidegger greift dies in seinem seinsgeschichtlichen Denken auf. Nach Heidegger haben die Philosophen ihrer Zeit stets nur dem Sein „entsprechen“ können, indem sie es zur Sprache gebracht haben. Nietzsche hätte somit den Nihilismus zur Sprache gebracht, welcher seine und auch unsere „seinsgeschichtliche Epoche“ kennzeichnet.
In seiner Technikkritik deutet Heidegger das Wesen der Technik als Erscheinungsform des von Nietzsche gemeinten Willens zur Macht. Demnach würde sich in der Technik eine Ausbreitung des nihilistischen Denkens, des Willens zur Macht zeigen. Die industrialisiert-technologische Gesellschaft unserer Zeit verortet Heidegger seinsgeschichtlich in der Epoche der Seinsvergessenheit. Die Überwindung des Nihilismus besteht für Heidegger in der „Verwindung“ der Metaphysik. Eine Aufgabe, die insgesamt der Intention des Heideggerschen Lebenswerkes entspricht.

## Kritik
Karl Popper bestreitet die völlige Sinnlosigkeit des Lebens, da er meint, man könne den Sinn des Lebens selbst schaffen, so dass nur Teile des Lebens sinnlos blieben.
Eine häufig vorgebrachte Kritik gegen den Nihilismus, sofern er als universeller Skeptizismus interpretiert wird, mithilfe dessen behauptet wird, man könne tatsächlich nichts erkennen, ist, dass er auf sich selbst angewandt zur Selbstnegation führen würde, da man dann ja nicht erkennen kann, dass man nichts erkennen kann. Partieller Skeptizismus bleibt von diesem Vorwurf allgemein verschont.
Umgekehrt wird auch den nicht negierenden, sondern postulierenden Weltanschauungen vorgehalten, sie fielen ohne ihre Grundannahmen gegenstandslos in sich zusammen. So stelle etwa der Theismus den Versuch dar, durch die (axiomatische) Annahme eines Gottes, welche als solche nicht kritisierbar sei, sich aus sich selbst zu beweisen. Insofern seien alle Weltanschauungen mit dem Makel nichtkonsistenter Theorien behaftet, die ihre Allgemeingültigkeit entweder selbst in Frage stellten oder nicht von einem äußeren Standpunkt her belegen könnten. Insbesondere halten viele gemäß dem Münchhausen-Trilemma Letztbegründungen für nicht möglich. Apel, Hösle, Holz und Kuhlmann beanspruchen aber, dass dies nicht für den Spezialfall „reflexiver Letztbegründungen“ gelten kann, da sonst prinzipiell keine Erhebung von Geltungsansprüchen möglich wäre beziehungsweise sich diese selbst widersprechen würden, was auch für einen „totalen“ Nihilismus gelten würde.
Solche Versuche, eine angebliche Selbstwidersprüchlichkeit beziehungsweise Selbstverneinung des universellen Skeptizismus zu konstruieren und dies zu einer (reflexiven) Letztbegründung auszunutzen, stehen allerdings in starker Kritik. Selbst Philosophen, die dem philosophischen Skeptizismus beziehungsweise Nihilismus nicht nahestehen (beispielsweise Wolfgang Stegmüller), haben diesem Versuch aus mehreren Gründen eine Absage erteilt. So könne unter anderem etwa ein universeller Skeptizismus mit einem logischen Skeptizismus verbunden sein, so dass die klassische Logik abgelehnt wird und damit auch der Satz vom ausgeschlossenen Dritten nicht mehr gilt, womit kein Widerspruch mehr konstruierbar ist. Universellem Skeptizismus, Nihilismus und damit verbundenen relativistischen Auffassungen könne letztlich nur durch performative Argumente (siehe Retorsion) entgegengewirkt werden.
Hans Jonas sieht die Ursache des Nihilismus in einem Fehlen einer den modernen wissenschaftlichen Erkenntnissen angepassten Naturphilosophie.
Für den Schriftsteller Wolfgang Kraus ist Nihilismus „die Haltung dessen, der das Bestehende ablehnt, aber keine Verbesserungen weiß“.

## Religion
Manche konservativ-christliche Strömungen werfen ihren Gegnern Nihilismus vor, da sie sich nicht an der Religion orientieren, die allein Begründungen für Sinnhaftigkeit liefern könne. Säkulare Strömungen wie der Materialismus oder der Agnostizismus bestreiten dies dagegen.
Dem Buddhismus wurde oft vorgeworfen, er sei eine nihilistische Lehre. Ein Anlass dafür wurde im zentralen buddhistischen Begriff des Nirwana gesehen, der aufgrund einer laxen Übersetzungsgeschichte als ein „Nichts“ wiedergegeben wurde, der aber hauptsächlich einen transzendenten Zustand andeuten soll. Entsprechendes gilt auch für negative Formulierungen, die in buddhistischen Texten prominent vorkommen, etwa die Serie von Verneinungen im Herz-Sutra oder der Begriff der „Leerheit“ (Shunyata), die aber differenzierte Interpretationen erfordern (und die als analog zur negativen Theologie des Christentums diskutiert werden können).

## Medizin
Als Therapeutischer Nihilismus wird polemisch eine naturwissenschaftlich orientierte Richtung der Medizin bezeichnet, die der vollständigen Beschreibung von Krankheiten den Vorrang vor therapeutischen Eingriffen einräumt, das heißt, die lieber auf Therapie verzichtet, als ein nicht durch das vollständige Wissen um die pathologische Anatomie und Chemie der Krankheiten begründetes therapeutisches Eingreifen anzuwenden. Der Begriff Therapeutischer Nihilismus wurde vom Vertreter der Deutschen Physiologischen Schule C. A. Wunderlich im 19. Jahrhundert geprägt, und er sollte die Haltung der konkurrierenden Zweiten Wiener Medizinischen Schule und ihrer Haupt-Vertreter Josef Škoda, Carl Rokitansky und Josef Dietl charakterisieren.